# Mångbyn
Mångbyn is een plaats in de gemeente Skellefteå in het landschap Västerbotten en de provincie Västerbottens län in Zweden. De plaats heeft 76 inwoners (2005) en een oppervlakte van 13 hectare. Langs de plaats loopt de Europese weg 4 en de rivier de Mångbyån. Mångbyn ligt net ten noorden van de grotere plaats Lövånger en de Botnische Golf ligt op circa 5 kilometer van het dorp.